# Longares (kommunhuvudort)
Longares är en kommunhuvudort i Spanien.   Den ligger i provinsen Provincia de Zaragoza och regionen Aragonien, i den nordöstra delen av landet, 240 km nordost om huvudstaden Madrid. Longares ligger 536 meter över havet och antalet invånare är 850.
Terrängen runt Longares är lite kuperad. Runt Longares är det ganska glesbefolkat, med 21 invånare per kvadratkilometer. Närmaste större samhälle är Cariñena, 8,6 km sydväst om Longares. Omgivningarna runt Longares är i huvudsak ett öppet busklandskap.